# Aritz López
Aritz López Garai (ur. 6 listopada 1980 w Barakaldo) – hiszpański trener i piłkarz występujący na pozycji pomocnika.